# Du gamla, du fria
Du gamla, du fria (« Toi l'antique, toi le libre ») est le nom de l'hymne national non officiel de la Suède. En 2000, une proposition a été faite au Riksdag pour en faire l'hymne national, mais n'a pas été retenue, la gauche s'y étant alors opposée. Cependant, Du gamla, du fria est de fait considéré comme l'hymne national par les Suédois et, lorsqu'ils parlent de leur hymne national, c'est toujours en se référant à Du gamla, du fria,,,,,.
Ses paroles ont été écrites par Richard Dybeck en 1844. Le compositeur suédois Edvin Kallstenius a fait un arrangement de la mélodie traditionnelle du Västmanland.

## Paroles
Seuls les premier et deuxième couplets sont des paroles originales, et les troisième et quatrième couplets sont rarement chantées. Pour les couplets ajoutés par Louis Allen en 1910, leur existence est également peu connue. Les deux premiers versets sont normalement considérés comme faisant officiellement partie de l'hymne national.
| Paroles originales en suédois | Transcription API | Traduction française |
| --- | --- | --- |
| Du gamla, Du fria, Du fjällhöga nord Du tysta, Du glädjerika sköna! Jag hälsar Dig, vänaste land uppå jord, 𝄆 Din sol, Din himmel, Dina ängder gröna. 𝄇 Du tronar på minnen från fornstora da'r, då ärat Ditt namn flög över jorden. Jag vet att Du är och Du blir vad Du var. 𝄆 Ja, jag vill leva, jag vill dö i Norden. 𝄇 Jag städs vill dig tjäna, mitt älskade land, dig trohet till döden vill jag svära. Din rätt skall jag värna med håg och med hand, 𝄆 Din fana, högt den bragderika bära. 𝄇 Med Gud skall jag kämpa för hem och för härd för Sverige, den kära fosterjorden. Jag byter Dig ej, mot allt i denna värld 𝄆 Nej, jag vill leva jag vill dö i Norden. 𝄇, | [dʉː ˈɡâmː.la dʉː ˈfrîː.a dʉː ˈfjɛ̂lː.ˌhøː.ɡa nǔːɖ] [dʉː ˈtʏ̂sː.ta dʉː ˈɡlɛ̂ːd.jɛ̠.ˌriː.ka ˈɧø̂ː.na] [jɑː(ɡ) ˈhɛ̂lː.sa‿ɖɛj ˈvɛ̂ː.nas.tɛ̠ lanːd ˈɵ̌p.poː juːɖ] 𝄆 [dɪnː suːl dɪnː ˈhɪ̂m.mɛ̠l ˈdîː.na ˈɛ̂ŋː.dɛ̠r ˈɡrø̂ː.na] 𝄇 [dʉː ˈtrûː.nar poː ˈmɪ̂n.nɛ̠n froːn ˈfûːɳ.ˌʂtuː.ra dɑːr] [dǒː ˈæ̂ː.rat dɪtː namːn fløːɡ ˈøː.vɛ̠r ˈjǔː.ɖɛ̠n] [jɑː(ɡ) věːt atː dʉː æːr ɔ(kː) dʉː bliːr vɑː(d) dʉː vɑːr] 𝄆 [jɑː jɑː(ɡ) vɪlː ˈlêː.va jɑː(ɡ) vɪlː døː iː ˈnǔː.ɖɛ̠n] 𝄇 [jɑː(ɡ) stɛːds vɪlː dɛj ˈɕɛ̂ː.na mɪtː ˈɛ̂lː.ska.dɛ̠ lanːd] [dɛj ˈtrûː.heːt tɪlː ˈdø̌ː.dɛ̠n vɪlː jɑː(ɡ) ˈsvæ̂ː.ra] [dɪnː rɛtː skalː jɑː(ɡ) ˈvæ̂ː.ɳa meː(d) hoːɡ ɔ(kː) meː(d) hanːd] 𝄆 [dɪnː ˈfɑ̂ː.na hœɡːt dɛnː ˈbrâɡː.dɛ̠.ˌriː.ka ˈbæ̂ː.ra] 𝄇 [meː(d) ɡʉːd skalː jɑː(ɡ) ˈɕɛ̂mː.pa fœːr hɛmː ɔ(kː) fœːr hæːɖ] [fœː‿ˈʂvæ̌ːr.jɛ dɛ̠nː ˈɕæ̂ː.ra ˈfʊ̂sː.tɛ̠r.ˌjuː.ɖɛ̠n] [jɑː(ɡ) ˈbŷː.tɛ̠‿ɖɛj ɛj muːt alːt iː ɛnː væːɖ] 𝄆 [nɛj jɑː(ɡ) vɪlː ˈlêː.va jɑː(ɡ) vɪlː døː iː ˈnǔː.ɖɛ̠n] 𝄇 | Toi l'antique, toi le libre et montagneux Nord, Toi le Silencieux, toi le joyeux et beau. Je te salue, Toi, pays le plus beau du monde. 𝄆 Ton soleil, Ton ciel, Tes pâturages verts. 𝄇 Tu te reposes sur les mémoires des grands jours anciens, Quand Ton Nom était célébré de par le monde. Je sais que Tu es et que Tu seras comme Tu étais. 𝄆 Oui, je veux vivre, je veux mourir dans le Nord. 𝄇 Pour toujours je servirai mon pays bien-aimé, je te jure fidélité jusqu'à la mort. Ton droit, je défendrai, avec esprit et avec soin, 𝄆 Tenir haut ton drapeau plein d'exploits. 𝄇 Par Dieu, je lutterai pour la maison et le foyer, pour la Suède, la chère terre nourricière. Je ne t'échange pas, contre tous dans le monde 𝄆 Non, je veux vivre, je veux mourir dans le Nord. 𝄇 |